# ハンドルバー (自転車)

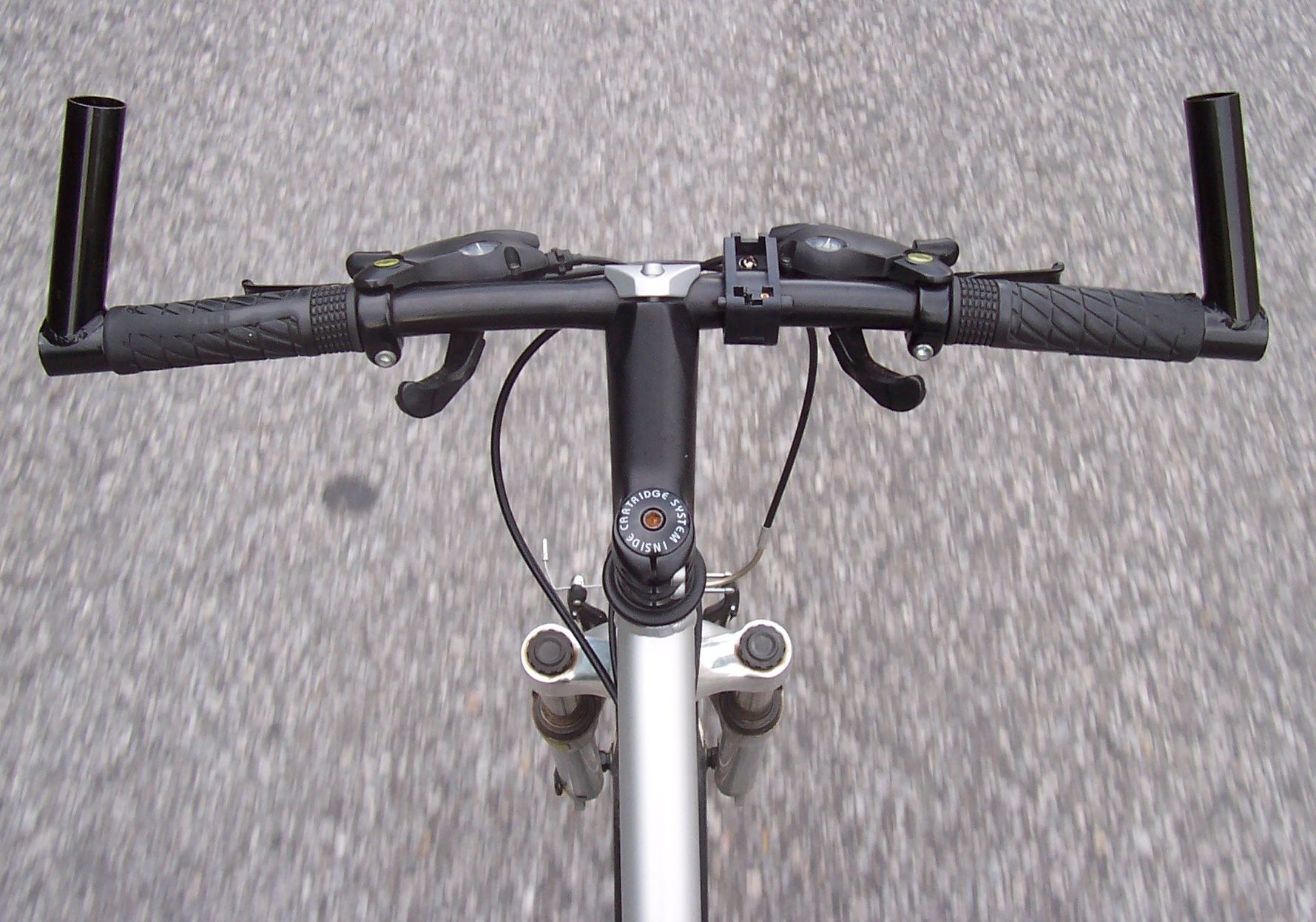
ストレートハンドル（バーエンドバー付き）

ハンドルバー (英: handlebar) は自転車の部品の1つ。両端を手でつかみ回転させて自転車の進行方向を変えると同時に、乗員の体を支える機能がある。
全体的な形状はオートバイなどのそれに類似するが、自転車のものは寸法が自転車独自の規格に適合している。日本の一般的な用途のものは接続部の外径が25.4mm (1インチ) 、他の部分の外径が22.2mm (7/8インチ) が基本的な寸法である。ただしドロップハンドルやBMX用など特殊なものは異なる規格を持ち、一般のものと互換性がない。
自転車競技において、その特性から様々なハンドルに交換して用いることがあり、それぞれの目的に特化したハンドルが登場している。また同種のハンドルバーに異なる呼称が使われる場合もある (例：とんぼハンドルとオールラウンダーバー、アップハンドルとライザーバーなど) 。

## 材質と構造
基本的には鋼鉄やアルミ合金などの金属で製作され、一部に重量軽減や振動吸収を狙って炭素繊維強化プラスチック（CFRP、一般的な俗称としてカーボンとも呼ばれる) などの繊維強化プラスチックを使用した物もある。ほとんどがパイプ状の中空構造となっている。
中央部 (クランプ部) でステムを介してフロントフォークに接続され、前輪に操舵力を伝える。
ハンドルバーにはブレーキや変速機を操作するためのレバー類が取り付けられることが多く、警音器や前照灯などの保安部品のほか、サイクルコンピューターなどのアクセサリーの取り付け場所となることもある。

### バーテープとバーグリップ
ハンドルの形状によって、ハンドルバーグリップがよく使われるハンドルと、ハンドルバーテープがよく使われるハンドルがある。乗員の手と接する部分に、エラストマー製の握り (グリップ) を被せるか、バーテープと呼ばれる帯状の部材を巻き付けることで滑り止めの効果を得る。バーテープをとめるのに絶縁テープなどが使われる。

## 種類
用途によって形状の異なる膨大な種類があり、全てを列記することは非現実的であるため代表的な物のみを記す。

### 日常生活用

#### とんぼハンドル

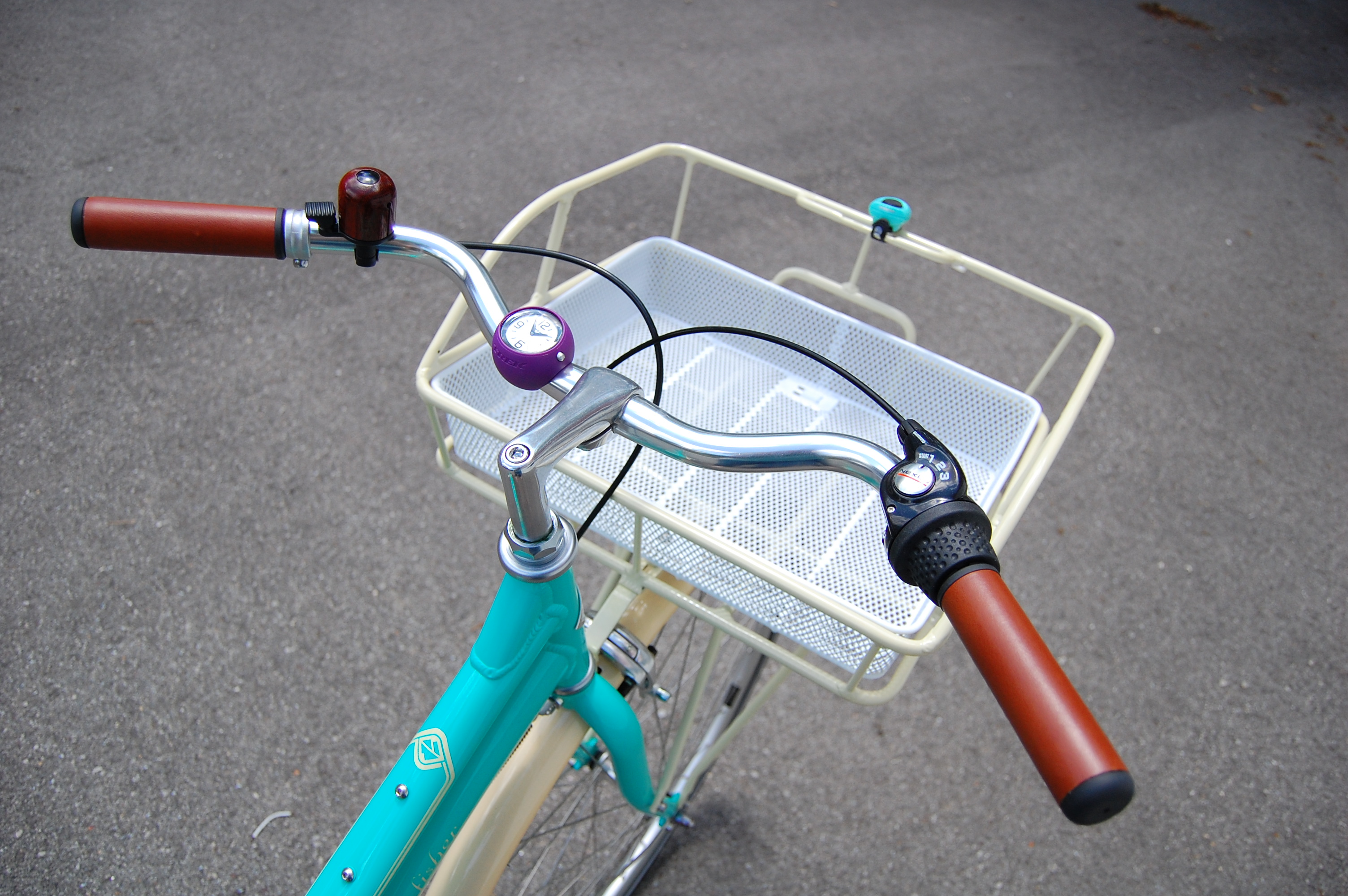
とんぼハンドル

シティサイクルの一部に用いられる。比較的幅が狭く真っ直ぐな形状で、中央部と握り部との間に微妙なカーブを持つ。

#### アップハンドル

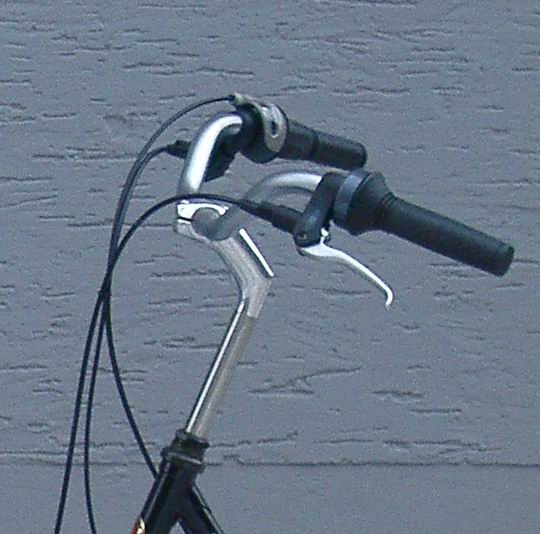
アップハンドル

ミニサイクルや婦人用のシティサイクルなどに用いられる。クランプ部よりも握り部が高い位置にあり、握り部が手前側に曲げられてほぼ前後方向を向いている。クランプ部と握り部の落差の大きさにより、セミアップハンドルやカマキリハンドルなどと呼び分ける場合もある。プロムナードハンドルとも。カウホーンハンドルとも。

### スポーツ用

#### フラットバー
シンプルな直線形のハンドルバー。クロスカントリー系のマウンテンバイクや、扱いやすさから街乗り用やツーリング用のロードバイクにも用いられる。フラットと称しているものの完全に真一文字の形状ではなく、実際は車両後部方向・及び上部方向に向けて彎曲している。90年代までは3°から6°までの彎曲（ベント角）で、両端にバーエンドバーをつけて使用する事が多かったが、現在ではバーエンドなしで10°前後の大幅なベント角のものかライザーバー（後述）を使用することが多くなっている。

#### ライズバー
ライザーバーとも呼ばれる。フラットバーの両端が斜め上に持ち上がり、グリップ部分が高くなっているバー。日常生活用のアップハンドルに近いが、スポーツ用のこれはグリップ部分の手前方向への曲げが小さくほぼ左右方向を向いている物が多い。フリーライドやダウンヒルなど主にアクション系のマウンテンバイクに見られる。また上半身が起き上がった楽な乗車姿勢をとる目的で、多くのクロスバイク、最近ではクロスカントリー系マウンテンバイクにもライズバーを使用する事が多い。
ライズバーは立体的な構成をしているので製品の寸法を示すものとして、後ろへの彎曲角度（バックスウィープ角）、上への上がり幅（ライズ幅）または上への上がり角度（ライズ角）、ハンドル幅で表される事が多い。

#### マスターシュハンドル
上から見るとM字になっており、握りが縦向きに近く、後退量がほとんどないハンドル。

#### セミドロップハンドル
マスターシュハンドルを下向きに取り付けたもの。特にセミドロップハンドルと呼ばれるものについては、握り部の落差が大きいことが特徴。少年用スポーツサイクルの特徴の一つであり、このタイプが廃れて以降は希少なタイプとなっている。

#### ドロップハンドル

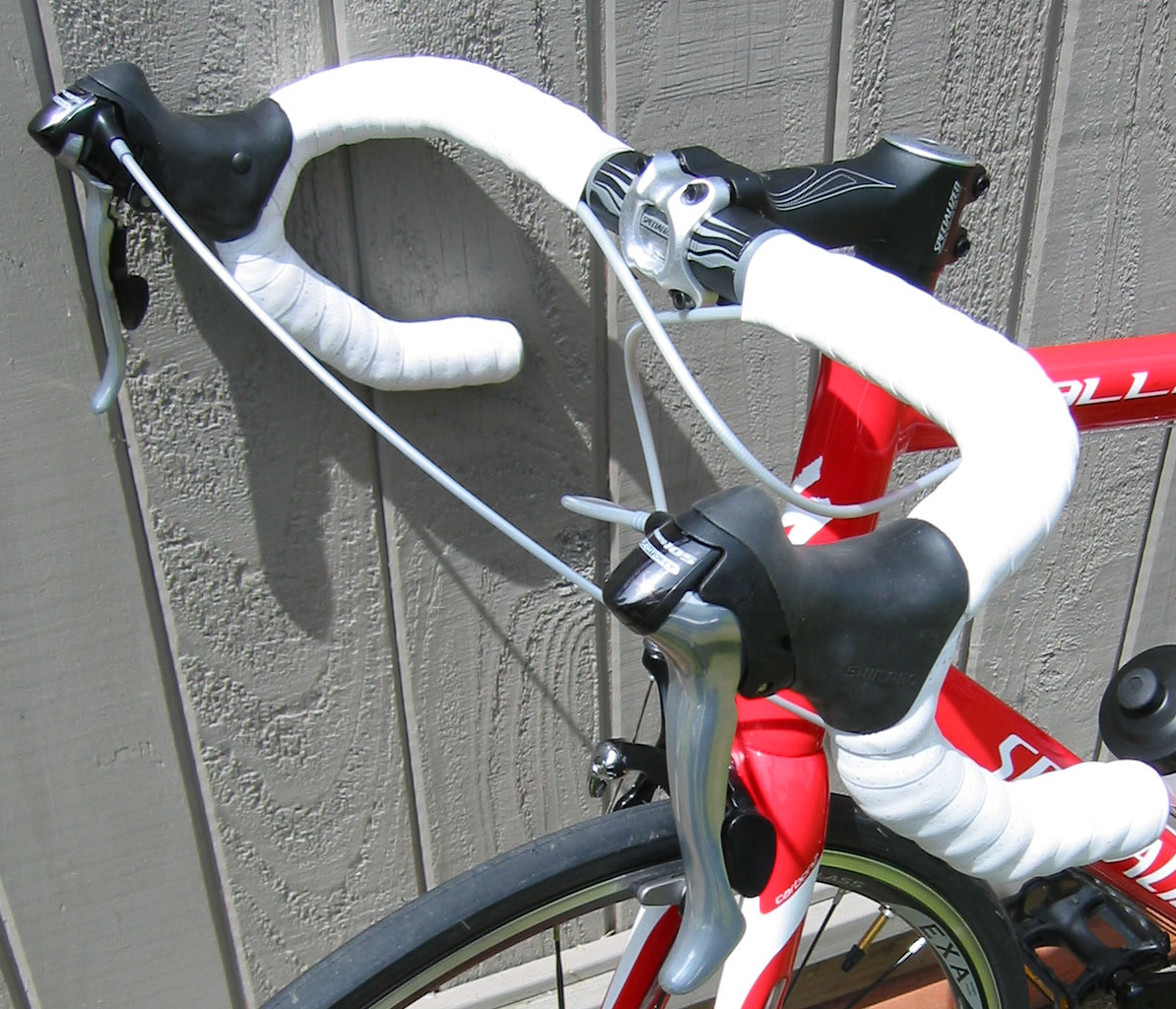
ドロップハンドル

ロードバイク、トラックレーサー（ピスト）用のハンドル。ロード用とピスト用では形状が多少異なる。ロード用ドロップバーは一般道のアップダウンへの対処や、長距離走行において上半身の疲れが溜まりにくいよう、握れる部分が長く多様な姿勢を取れるような形状になっている。ステムから左右に約20cmずつ直線でバーが伸び、そこから前方へ直角に曲がり、さらにドロップの名の通り円弧を描いて下方に落ちていく（この基本的な形状を持つバーを「マースバー」という。他に、幅がやや狭い「クリテリウムバー」と呼ばれるものがある）。
代表的な握り方にはブラケットポジション、上ハンドル、下ハンドルの3種類がある。ブラケットとは握りも兼ねたドロップバー専用のブレーキレバーユニットのことで、円弧の上端の肩部分に取り付ける。これを握るブラケットポジションは最も使用頻度の高い基本的なポジション。上ハンドル（上ハン）と呼ばれるステム付近の直線部分を握ると、上体が起きた楽な姿勢となり、上り坂、低速走行時や回復しながら走りたいときに利用する。下ハンドル（下ハン）と呼ばれる円弧部分を握ると前傾姿勢がきつくなり、効率的に脚の筋力を引き出しつつ高速走行時の空気抵抗を抑える事が出来る。
トラックレーサーは短距離でかつ専用の競技場で使用する為、ロードバイクのように様々な箇所を握る必要が無く、下ハンドルのみ使用できればよい。このためトラックレーサー用のドロップバーには直線部分がなく、ステムから円弧部分まで滑らかな曲線を描いている。
ランドナー用のランドナーバーなどもある。

#### ブルホーンバー

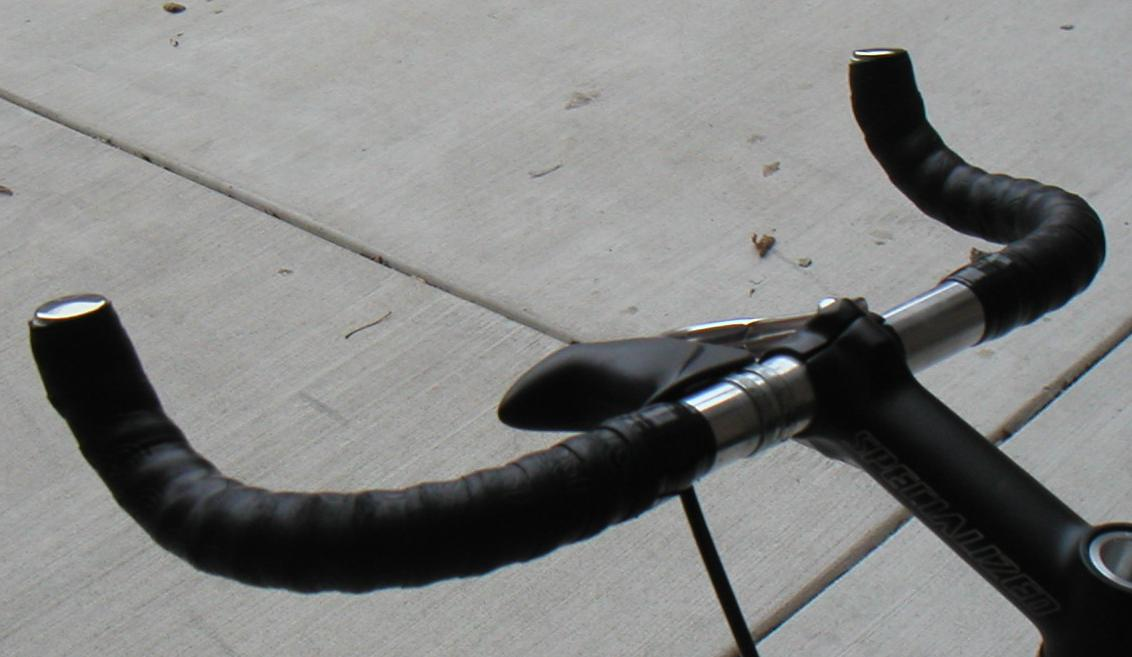
ブルホーンバー

主にタイムトライアル用のロードバイクや、街乗りのトラックレーサー（ピスト）に使用するハンドル。フラットバーの両端が前方へ直角に曲がり、牛の角のように突き出している形状のもの。タイムトライアルではエアロバーとセットで使用し、カーブやダンシングなどの車体制御時にブルホーン部分を用いて操縦する事が多い。街乗りトラックレーサーではブルホーンバー単体で使用する。バーが真っ直ぐのフラットトップや、斜め下に向かって曲がり低い姿勢を保持出来る形状などがある。クロスバイクやスポーツタイプのミニベロに採用されるフラットバーは腕を捻った形で握るため、長距離を運転していると疲労が大きいという理由から人間工学的に疲労が少ない・前傾姿勢を取りやすく平均速度が上がるなどといった理由からブルホーンバーに換装するケースもある。

#### エアロバー

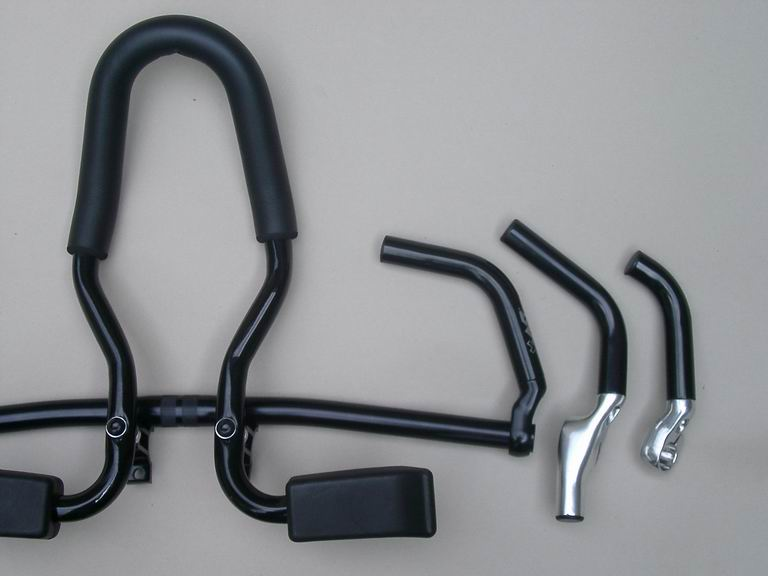
エアロバー

主にタイムトライアル用のロードバイクにのみ使用する特殊なバーで、最初に使用したグレッグ・レモンがツール・ド・フランス1989のタイムトライアルでマイヨ・ジョーヌを身に纏ったことから注目されるようになったハンドルバーである。エアロバー単体で使用することはなく、ブルホーンバーかドロップバーどちらかと組み合わせる。
アルミまたはカーボンの27cmから30cmほどのバーで、形状は途中で20度ほど曲がっているシングルベントと呼ばれるもの、曲がりが2ヶ所あるクランク形のものがある。ブルホーンバーまたはドロップバーの中央付近、ステム両脇にクランプして取り付け、バーは前方へ突き出すよう伸びる。ライダーはバーの先端を握り、根元付近に付属するアームレストに肘を乗せて上体を伏せ走行する。この姿勢はエアロポジションと呼ばれ、空気抵抗を最小に抑えられる乗車姿勢である。ただしハンドルの操舵性が大変悪い為、きついコーナリングなどではブルホーンバーおよびドロップバー部分を握って操舵性を確保するのが通常である。またブルホーンハンドル同様、集団走行を行なう競技では操舵性の悪さや形状の危険さなどから使用が禁止される。

#### バーエンドバー
ライザーバーやフラットバーと組み合わせて使用する補助的なバー。単体で使用することはない。マウンテンバイクとクロスバイクにオプションとして追加することができる。クロスバイクの一部では完成車の状態で標準装備になっていることがある。10cm～20cmほどのアルミまたはカーボンのバーで、直線のもの、先が内側へ曲がっているもの、表面をゴム素材で包みエルゴノミックデザインを取り入れた複雑な形状のものがある。取り付けるフラットバーまたはライズバーのシフトレバー、ブレーキレバー、グリップを全て中央寄りにずらし、バー両端を2cmほど露出させてその部分にクランプさせて取り付ける。常にバーエンドバーを握ることはなく、おもにダンシング時などに一時的に利用する。

#### BMXハンドル
車高が低いBMXに用いられ、著しいライズ形状に、強度を保つため支え棒が入っている。素材はクロモリ鋼が主流。

## 関連規格
- JIS D 9412『自転車 - ハンドル』日本規格協会。